# سليمان
سُلَيْمَان (بالعبرية: שְׁלֹמֹה؛ تلفظ: شلومو، بالآرامية: ܫܠܡܐ)، هو أحد ملوك مملكة إسرائيل الموحدة حسب الوارد في سفر الملوك الأول وسفر أخبار الأيام الأول وحسب التلمود، هو أحد الأنبياء الثمانية والأربعين وابن داود وثالث ملوك مملكة إسرائيل الموحدة قبل انقسامها إلى مملكة إسرائيل الشمالية وهي المملكة التي بقي يحكمها قبائل إسرائيل الاثنا عشر ومملكة يهوذا في الجنوب والتي حكمها أبناء سبط يهوذا وهي القبيلة الوحيدة الباقية من القبائل الإثنا عشر حسب كتابات اليهود. يعتقد أنه عاش في الفترة ما بين 990 ق.م حتى 931 ق.م وتوفى عن عمر 52 واشتهر -وفق العقيدة اليهودية- بحكمته وثرائه وملكه الكبير وعدد من الذنوب التي بموجبها عاقب يهوه بني إسرائيل بتقسيم مملكتهم. ارتبط اسم سليمان بعدد من القصص المذكورة في العهد القديم مثل لقاءه مع ملكة سبأ التي ذكرت في القرآن كذلك وقصة قضاء سليمان بين المرأتين المتخاصمتين على رضيع، ويعتقد حسب التراث اليهودي أنه أول من بنى الهيكل وقصته مع ملك الجن  أشماداي  (بالعبرية: אשמדאי).
هو أحد أنبياء الإسلام حسب ما ورد في القرآن في سورة سبأ وص والنمل وسورة البقرة والأنعام وسورة الأنبياء مع اختلافات في جوانب القصة العبرية وتأكيد للحكمة والثراء والمُلك الذي لم يؤت أحد مثله. وحسب القرآن، فإن سليمان تعلم «منطق» الطير والحيوانات والحشرات و التحكم في الرياح و كان يمتلك  جن وعفاريت مُسخرين لخدمته وطاعته .
وجود سليمان من الناحية التاريخية وبالصورة التي صورها كتبة التناخ والكتب الدينية الأخرى محل خلاف بين علماء الآثار والأنثروبولجيا فلا يوجد له ولا لهيكله أي أثر في فلسطين كما لا يأتي أي ذكر له في حوليات الحضارات المفترض أنها جاورته في مصر القديمة وآشور وفينيقيا أو تلك التي يعتقد أنها اتصلت به في اليمن القديم.[بحاجة لمصدر]

## في التراث اليهودي والمسيحي

### توليه الملك

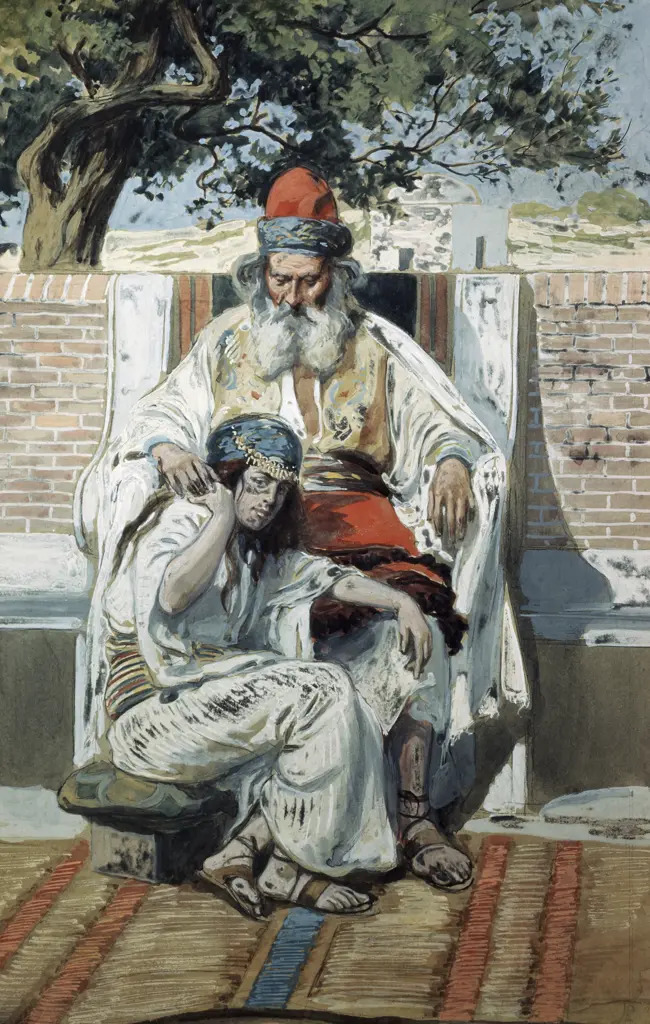
الملك داود وأبيشج الشونمية

ورد في سفر الملوك الأول أن داود عندما كبر في السن لم يعد باستطاعته الشعور بالدفء فعرض عليه مستشاريه تزويجه من فتاة صغيرة وجميلة لعلها تدفئ داود في شيخوخته ووجدوا فتاة اسمها «أبيشج الشونمية» لتقوم بهذا الغرض. وكان لداود عدد من الأبناء حينها هم أدونيا وأبشالوم وأمنون وشفطيا ويثرعام وكيلاب وأعلن أدونيا نفسه ملكاً على إسرائيل خلال شيخوخة أبيه، لكنه ما حز في نفس النبي ناثان الذي كان مستشاراً لداود، فهرع ناثان إلى أم سليمان مخبراً إياها بفعلة أدونيا وحثها على الذهاب إلى داود وذلك لسببان، أن يهوه أراد من سليمان أن يبني الهيكل عقب وفاة داود والسبب الثاني هو وعد داود لزوجته أو أمته حقيقة كما ورد في السفر بتسليم سليمان الملك رغم أن أدونيا هو أكبر أبناء الملك داود الأحياء إلا إنه كان مدللا ومغرورا ولم يلق قبولا من الكهنة والأنبياء.

فقال داود لبثشبع والدة سليمان، والنبي ناثان والكاهن صادوق: 
| سليمان                     | فَحَلَفَ الْمَلِكُ وَقَالَ: «حَيٌّ هُوَ الرَّبُّ الَّذِي فَدَى نَفْسِي مِنْ كُلِّ ضِيقَةٍ، إِنَّهُ كَمَا حَلَفْتُ لَكِ بِالرَّبِّ إِلهِ إِسْرَائِيلَ قَائِلًا: إِنَّ سُلَيْمَانَ ابْنَكِ يَمْلِكُ بَعْدِي، وَهُوَ يَجْلِسُ عَلَى كُرْسِيِّي عِوَضًا عَنِّي، كَذلِكَ أَفْعَلُ هذَا الْيَوْمَ». فَخَرَّتْ بَثْشَبَعُ عَلَى وَجْهِهَا إِلَى الأَرْضِ وَسَجَدَتْ لِلْمَلِكِ وَقَالَتْ: «لِيَحْيَ سَيِّدِي الْمَلِكُ دَاوُدُ إِلَى الأَبَدِ». وَقَالَ الْمَلِكُ دَاوُدُ: «اُدْعُ لِي صَادُوقَ الْكَاهِنَ وَنَاثَانَ النَّبِيَّ وَبَنَايَاهُوَ بْنَ يَهُويَادَاعَ». فَدَخَلُوا إِلَى أَمَامِ الْمَلِكِ. فَقَالَ الْمَلِكُ لَهُمْ: «خُذُوا مَعَكُمْ عَبِيدَ سَيِّدِكُمْ، وَأَرْكِبُوا سُلَيْمَانَ ابْنِي عَلَى الْبَغْلَةِ الَّتِي لِي، وَانْزِلُوا بِهِ إِلَى جِيحُونَ، وَلْيَمْسَحْهُ هُنَاكَ صَادُوقُ الْكَاهِنُ وَنَاثَانُ النَّبِيُّ مَلِكًا عَلَى إِسْرَائِيلَ، وَاضْرِبُوا بِالْبُوقِ وَقُولُوا: لِيَحْيَ الْمَلِكُ سُلَيْمَانُ. وَتَصْعَدُونَ وَرَاءَهُ، فَيَأْتِي وَيَجْلِسُ عَلَى كُرْسِيِّي وَهُوَ يَمْلِكُ عِوَضًا عَنِّي، وَإِيَّاهُ قَدْ أَوْصَيْتُ أَنْ يَكُونَ رَئِيسًا عَلَى إِسْرَائِيلَ وَيَهُوذَا». | سليمان |
| — سفر الملوك الأول 29:1-35 | |        |

فلما سمع أدونيا صوت الأبواق والمزامير تفرق جمعه عنه وهرب أدونيا وتمسك بقرون المذبح خوفا من سليمان مطالباً إياه بالحلف ألا يقتله بالسيف فقال سليمان: 
| سليمان | فَقَالَ سُلَيْمَانُ: «إِنْ كَانَ ذَا فَضِيلَةٍ لاَ يَسْقُطُ مِنْ شَعْرِهِ إِلَى الأَرْضِ، وَلكِنْ إِنْ وُجِدَ بِهِ شَرٌّ فَإِنَّهُ يَمُوتُ». | سليمان |

 فأنزلوه من المذبح وسجد أمام سليمان الذي عفى عنه وردّه إلى بيته. ولما استوى الملك لسليمان عقب وفاة داود توجه أدونيا إلى أم سليمان مطالباً إياها بالتوسط عنده ليزوجه «أبيشج الشونمية» إلا أن الطلب قوبل بالرفض وأرسل سليمان قائد جيشه المدعو بنياهو بن يهوياداع لقتله وبذلك تخلص سليمان من أخاه وكل تهديد ضد ملكه.

### سياسته

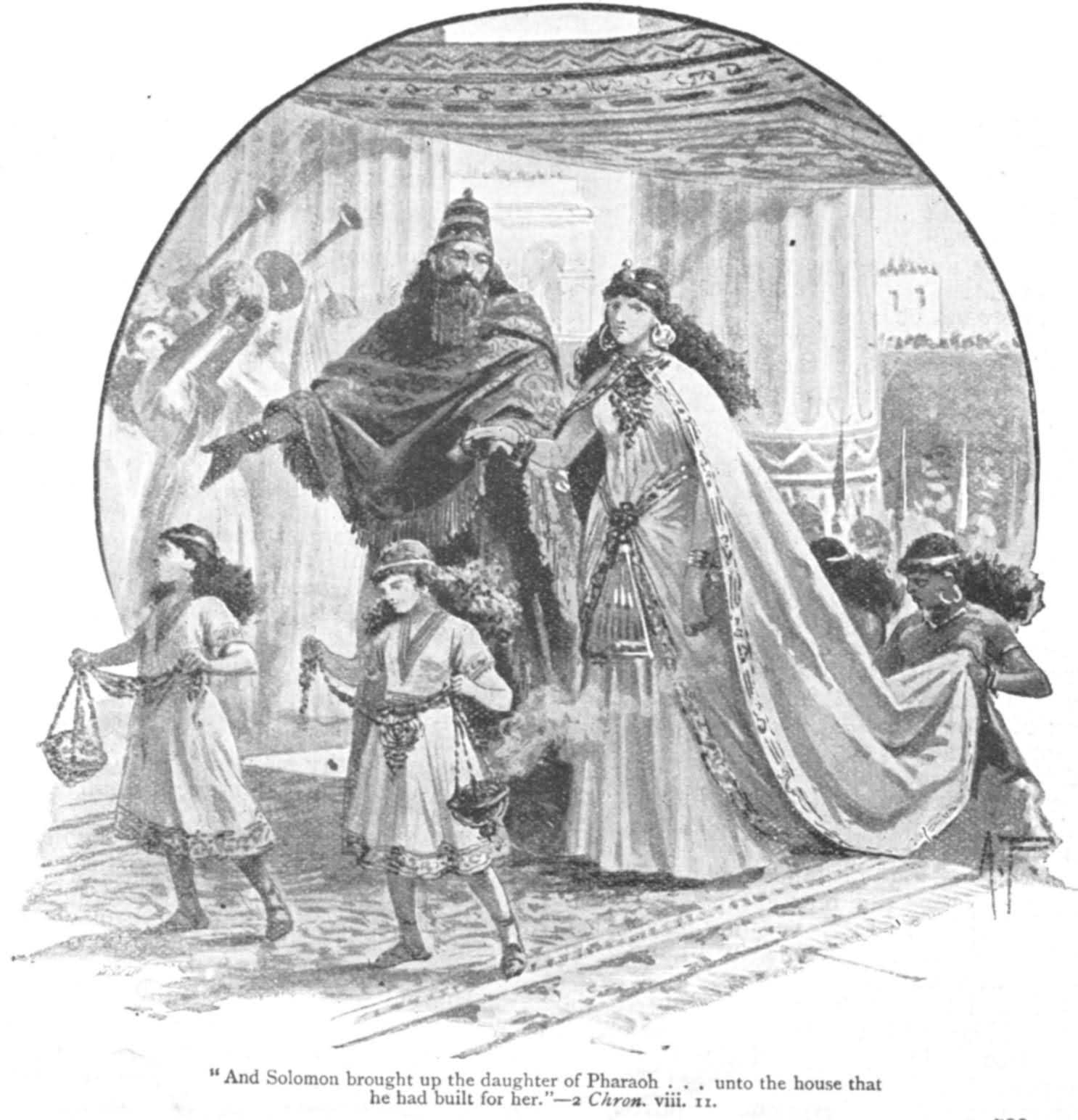
سليمان وزوجته المصرية

كان سليمان يحكم بشكل مطلق كونه مختار من يهوه وتمكن من توسيع سلطانه عبر التزواج مع عدد من بنات ملوك الممالك المجاورة مثل ابنة الفرعون المصري غير المسماة في النصوص العبرية وأُعتبر الزواج حلفاً سياسياً بين مملكة إسرائيل ومصر القديمة حسب كتابات اليهود، فإن سليمان تزوج من ابنة الفرعون المصري ويذكر العهد القديم أن الفرعون المصري غير المسمى احتل «جازر» ضمن مدينة الرملة الفلسطينية حالياً وقام بإبادة الكنعانيين وذُكر في النص أن المدينة أصبحت لسليمان عقب غزوة الفرعون المصري تزوج كذلك من ابنة ملك مملكة عمون و‌صيدا و‌موآب وازدهرت مملكة إسرائيل بسبب العلاقات التجارية والسياسية مع هذه الممالك ويذكر العهد القديم أن كل ملوك الأرض أتت لتستمع لحكمة سليمان وتتعلم منه ويأتونه بالذهب والهدايا كل سنة بل جعل شعوب كنعان كلها عبيد مسخرة له ولبني إسرائيل ولم يستعبد أحد من العبرانيين لإنهم «رجال قتال» على ما ورد في العهد القديم.

### علاقته بملكة سبأ
لا توجد إشارة في الكتاب المقدس إلى زواج بين سليمان وملكة سبأ. ورد في سفر الملوك الأول بالإصحاح العاشر، أن ملكة سبأ (لم يرد اسمها) سمعت بحكمته في جملة ملوك الأرض التي سمعت بها كذلك إلا أنها أرادت أن «تمتحنه بمسائل»، فقدمت عليه بقوافل كبيرة تحمل ذهباً وأطياباً وأقرت بحكمة وعظمة مُلك سليمان وأن ما رأته بعينها فاق الأوصاف والأخبار التي وردت إليها عنه حسب التراث اليهودي، فإن الملكة قدمت على سليمان وسألته أسئلة واختبرته بألغاز وأحاجي كثيرة حتى أيقنت أن ما لدى سليمان من الحكمة والثراء الممنوحة له من إلهه يفوق ما لديها، وحسب بعض التقاليد اليهودية، فإن سليمان تزوج منها وأنجبت إبناً اسمه بن صيرة.

### حكمته
أحد أبرز الصفات التي اشتهر بها سليمان هي الحكمة وورد ذلك في العهد الجديد و‌القرآن كذلك. وأشهر قصص العهد القديم بشأن حكمته تظهر في قصة المرأتان المتخاصمتان على رضيع. حلم سليمان ذات ليلة وتراءى له أنه يحدث يهوه فشكره على رحمته بأباه داود وأن مكن له في الملك عقب وفاته رغم صغر سنه فباركه يهوه بأن منحه حكمة ومُلكاً لم يُعطى لأحد قبله ولن يحظى به أحد من بعده: 
| سليمان | فِي جِبْعُونَ تَرَاءَى الرَّبُّ لِسُلَيْمَانَ فِي حُلْمٍ لَيْلًا، وَقَالَ اللهُ: «اسْأَلْ مَاذَا أُعْطِيكَ».(6) فَقَالَ سُلَيْمَانُ: «إِنَّكَ قَدْ فَعَلْتَ مَعَ عَبْدِكَ دَاوُدَ أَبِي رَحْمَةً عَظِيمَةً حَسْبَمَا سَارَ أَمَامَكَ بِأَمَانَةٍ وَبِرّ وَاسْتِقَامَةِ قَلْبٍ مَعَكَ، فَحَفِظْتَ لَهُ هذِهِ الرَّحْمَةَ الْعَظِيمَةَ وَأَعْطَيْتَهُ ابْنًا يَجْلِسُ عَلَى كُرْسِيِّهِ كَهذَا الْيَوْمِ.(7) وَالآنَ أَيُّهَا الرَّبُّ إِلهِي، أَنْتَ مَلَّكْتَ عَبْدَكَ مَكَانَ دَاوُدَ أَبِي، وَأَنَا فَتىً صَغِيرٌ لاَ أَعْلَمُ الْخُرُوجَ وَالدُّخُولَ.(8) وَعَبْدُكَ فِي وَسَطِ شَعْبِكَ الَّذِي اخْتَرْتَهُ، شَعْبٌ كَثِيرٌ لاَ يُحْصَى وَلاَ يُعَدُّ مِنَ الْكَثْرَةِ. (9) فَأَعْطِ عَبْدَكَ قَلْبًا فَهِيمًا لأَحْكُمَ عَلَى شَعْبِكَ وَأُمَيِّزَ بَيْنَ الْخَيْرِ وَالشَّرِّ، لأَنَّهُ مَنْ يَقْدِرُ أَنْ يَحْكُمَ عَلَى شَعْبِكَ الْعَظِيمِ هذَا؟» (10) فَحَسُنَ الْكَلاَمُ فِي عَيْنَيِ الرَّبِّ، لأَنَّ سُلَيْمَانَ سَأَلَ هذَا الأَمْرَ. (11) فَقَالَ لَهُ اللهُ: «مِنْ أَجْلِ أَنَّكَ قَدْ سَأَلْتَ هذَا الأَمْرَ، وَلَمْ تَسْأَلْ لِنَفْسِكَ أَيَّامًا كَثِيرَةً وَلاَ سَأَلْتَ لِنَفْسِكَ غِنًى، وَلاَ سَأَلْتَ أَنْفُسَ أَعْدَائِكَ، بَلْ سَأَلْتَ لِنَفْسِكَ تَمْيِيزًا لِتَفْهَمَ الْحُكْمَ، (12)هُوَذَا قَدْ فَعَلْتُ حَسَبَ كَلاَمِكَ. هُوَذَا أَعْطَيْتُكَ قَلْبًا حَكِيمًا وَمُمَيِّزًا حَتَّى إِنَّهُ لَمْ يَكُنْ مِثْلُكَ قَبْلَكَ وَلاَ يَقُومُ بَعْدَكَ نَظِيرُكَ. (13) وَقَدْ أَعْطَيْتُكَ أَيْضًا مَا لَمْ تَسْأَلْهُ، غِنًى وَكَرَامَةً حَتَّى إِنَّهُ لاَ يَكُونُ رَجُلٌ مِثْلَكَ فِي الْمُلُوكِ كُلَّ أَيَّامِكَ. (14) فَإِنْ سَلَكْتَ فِي طَرِيقِي وَحَفِظْتَ فَرَائِضِي وَوَصَايَايَ، كَمَا سَلَكَ دَاوُدُ أَبُوكَ، فَإِنِّي أُطِيلُ أَيَّامَكَ». (15) فَاسْتَيْقَظَ سُلَيْمَانُ وَإِذَا هُوَ حُلْمٌ. وَجَاءَ إِلَى أُورُشَلِيمَ وَوَقَفَ أَمَامَ تَابُوتِ عَهْدِ الرَّبِّ وَأَصْعَدَ مُحْرَقَاتٍ وَقَرَّبَ ذَبَائِحَ سَلاَمَةٍ، وَعَمِلَ وَلِيمَةً لِكُلِّ عَبِيدِهِ. | سليمان |

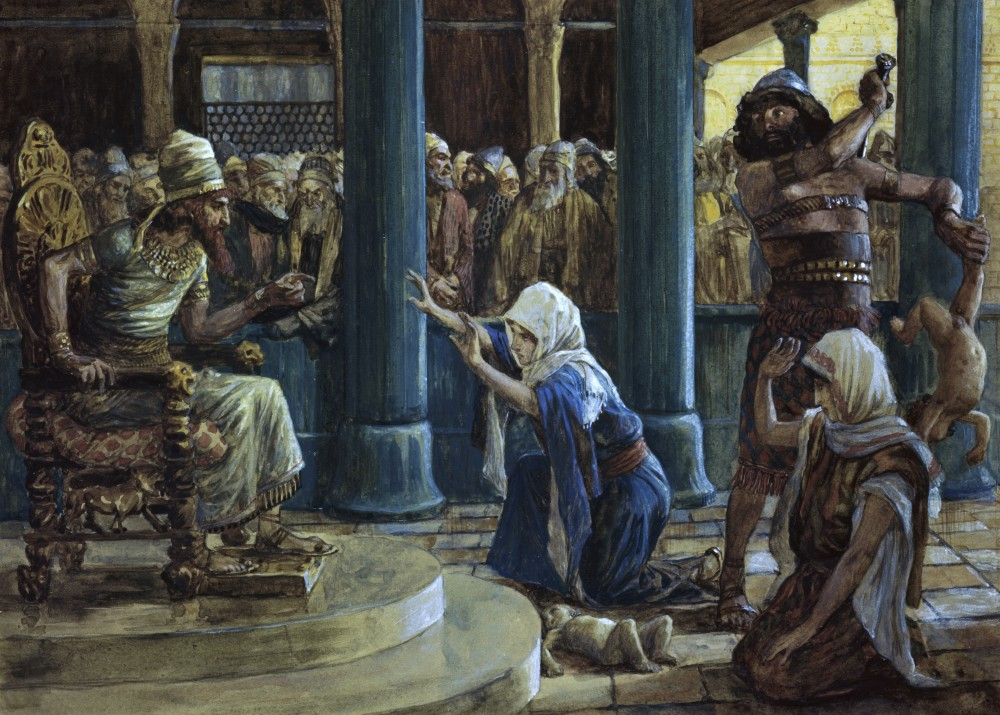
قصة "حكم سليمان" في الزانيتين والطفل الرضيع

يحكي العهد القديم قصة الزانيتان في سفر الملوك الأول وهي أشهر القصص الدالة على حكمته حسب التراث اليهودي. دخلت إمرأتان على سليمان وكانتا متزوجتين من أخوان ويعيشان في بيت واحد. نامت إحداهما ليلاً مع رضيعه وقتلتها خطأ ويبدو من الوارد في التوارة أنها نامت عليه دون أن تشعر فأدى ذلك إلى وفاته. فقامت في حين غفلة من المرأة أخرى وأخذت إبنها ووضعت الرضيع الميت مكانه إلا أن الحيلة لم تنطلي على المرأة لمعرفتها بإبنها وقرروا الاحتكام لدى سليمان. سمع سليمان حجج المرأتين وكلتيهما يدعيان أمومة الطفل فنادى على سياف وأمره بشق الطفل إلى نصفين ليحل الخلاف، فأضطربت والدة الطفل الحقيقية وسألت سليمان أن لا يقتله ويعطيه لغريمتها بينما كان رد الأخرى جافاً ووافقت على قطع الطفل لكي لايكون لأيهما، حينها علم سليمان أيهم أم الطفل الحقيقية وهي تلك التي آثرت أن تفقد طفلها على أن تراه يُقتل.
| سليمان | فَاسْتَيْقَظَ سُلَيْمَانُ وَإِذَا هُوَ حُلْمٌ. وَجَاءَ إِلَى أُورُشَلِيمَ وَوَقَفَ أَمَامَ تَابُوتِ عَهْدِ الرَّبِّ وَأَصْعَدَ مُحْرَقَاتٍ وَقَرَّبَ ذَبَائِحَ سَلاَمَةٍ، وَعَمِلَ وَلِيمَةً لِكُلِّ عَبِيدِهِ. (16) حِينَئِذٍ أَتَتِ امْرَأَتَانِ زَانِيَتَانِ إِلَى الْمَلِكِ وَوَقَفَتَا بَيْنَ يَدَيْهِ.(17) فَقَالَتِ الْمَرْأَةُ الْوَاحِدَةُ: «اسْتَمِعْ يَا سَيِّدِي. إِنِّي أَنَا وَهذِهِ الْمَرْأَةُ سَاكِنَتَانِ فِي بَيْتٍ وَاحِدٍ، وَقَدْ وَلَدْتُ مَعَهَا فِي الْبَيْتِ. (18) وَفِي الْيَوْمِ الثَّالِثِ بَعْدَ وِلاَدَتِي وَلَدَتْ هذِهِ الْمَرْأَةُ أَيْضًا، وَكُنَّا مَعًا، وَلَمْ يَكُنْ مَعَنَا غَرِيبٌ فِي الْبَيْتِ غَيْرَنَا نَحْنُ كِلْتَيْنَا فِي الْبَيْتِ. (19) فَمَاتَ ابْنُ هذِهِ فِي اللَّيْلِ، لأَنَّهَا اضْطَجَعَتْ عَلَيْهِ. (20) فَقَامَتْ فِي وَسَطِ اللَّيْلِ وَأَخَذَتِ ابْنِي مِنْ جَانِبِي وَأَمَتُكَ نَائِمَةٌ، وَأَضْجَعَتْهُ فِي حِضْنِهَا، وَأَضْجَعَتِ ابْنَهَا الْمَيْتَ فِي حِضْنِي. (21) فَلَمَّا قُمْتُ صَبَاحًا لأُرَضِّعَ ابْنِي، إِذَا هُوَ مَيْتٌ. وَلَمَّا تَأَمَّلْتُ فِيهِ فِي الصَّبَاحِ، إِذَا هُوَ لَيْسَ ابْنِيَ الَّذِي وَلَدْتُهُ». (22) وَكَانَتِ الْمَرْأَةُ الأُخْرَى تَقُولُ: «كَلاَّ، بَلِ ابْنِيَ الْحَيُّ وَابْنُكِ الْمَيْتُ». وَهذِهِ تَقُولُ: «لاَ، بَلِ ابْنُكِ الْمَيْتُ وَابْنِيَ الْحَيُّ». وَتَكَلَّمَتَا أَمَامَ الْمَلِكِ. (23) فَقَالَ الْمَلِكُ: «هذِهِ تَقُولُ: هذَا ابْنِيَ الْحَيُّ وَابْنُكِ الْمَيْتُ، وَتِلْكَ تَقُولُ: لاَ، بَلِ ابْنُكِ الْمَيْتُ وَابْنِيَ الْحَيُّ». (24) فَقَالَ الْمَلِكُ: «اِيتُونِي بِسَيْفٍ». فَأَتَوْا بِسَيْفٍ بَيْنَ يَدَيِ الْمَلِكِ. (25) فَقَالَ الْمَلِكُ: «اشْطُرُوا الْوَلَدَ الْحَيَّ اثْنَيْنِ، وَأَعْطُوا نِصْفًا لِلْوَاحِدَةِ وَنِصْفًا لِلأُخْرَى». (26) فَتَكَلَّمَتِ الْمَرْأَةُ الَّتِي ابْنُهَا الْحَيُّ لِلْمَلِكِ، لأَنَّ أَحْشَاءَهَا اضْطَرَمَتْ عَلَى ابْنِهَا، وَقَالَتِ: «اسْتَمِعْ يَا سَيِّدِي. أَعْطُوهَا الْوَلَدَ الْحَيَّ وَلاَ تُمِيتُوهُ». وَأَمَّا تِلْكَ فَقَالَتْ: «لاَ يَكُونُ لِي وَلاَ لَكِ. اُشْطُرُوهُ». (27) فَأَجَابَ الْمَلِكُ وَقَالَ: «أَعْطُوهَا الْوَلَدَ الْحَيَّ وَلاَ تُمِيتُوهُ فَإِنَّهَا أُمُّهُ». (28) وَلَمَّا سَمِعَ جَمِيعُ إِسْرَائِيلَ بِالْحُكْمِ الَّذِي حَكَمَ بِهِ الْمَلِكُ خَافُوا الْمَلِكَ، لأَنَّهُمْ رَأَوْا حِكْمَةَ اللهِ فِيهِ لإِجْرَاءِ الْحُكْمِ. | سليمان |
وحسب التقاليد اليهودية وغيرها من الثقافات المتأثرة بتراثهم، فإن سليمان يعتبر أحد أشهر حكماء أدب الحكمة في التاريخ وكثير من الأمثال والحكم في كتب أبوكريفا و‌الأسفار القانونية الثانية و‌سفر يشوع بن سيراخ و‌سفر الجامعة وتلك الكتابات المتعلقة بالحب والغزل كنشيد الأنشاد منسوبة أو مبنية على الأفكار والتراث الذي خلفه سليمان.

### علاقته بالجن وأعماله الإصلاحية

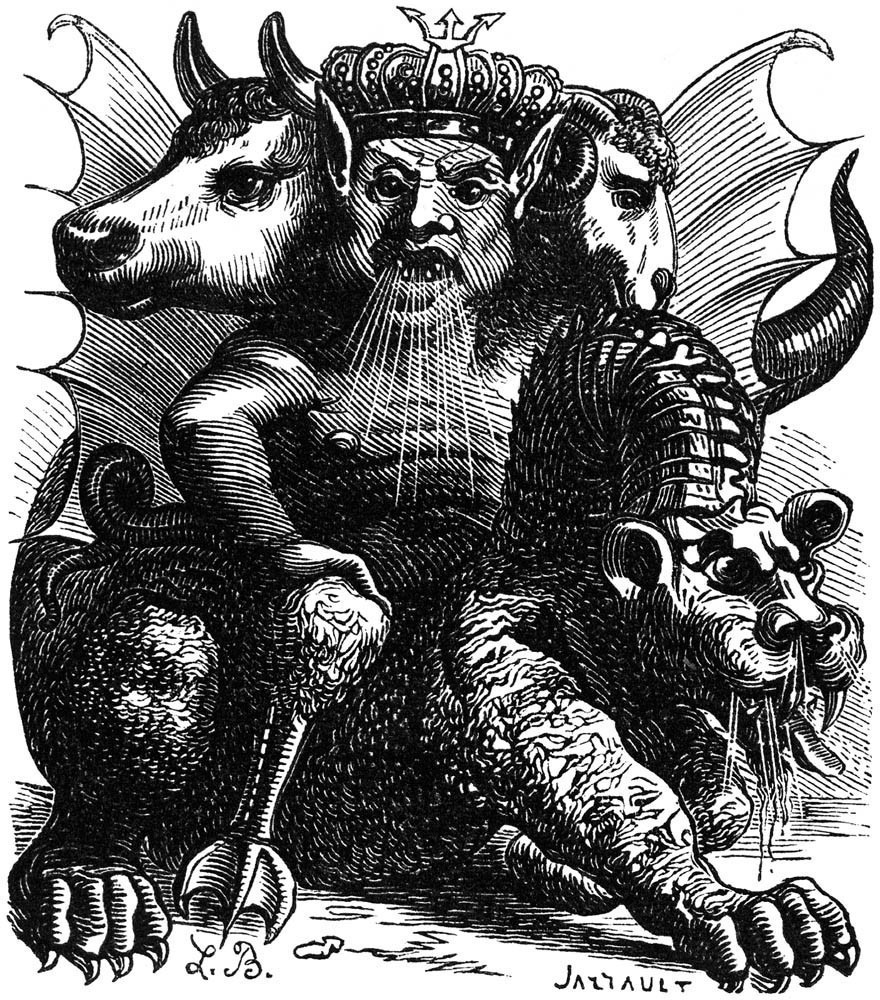
ملك الجن والعفاريت "آشماداي"

ورد في سفر طوبيا اسم ملك من العفاريت وهو حسب التراث العبري، عفريت متعة ومسؤول عن بيوت اللعب واللهو وأُضيف في الأدب المسيحي إلى قائمة أمراء الجحيم السبعة. حسب التلمود، هو أحد هؤلاء الجن والعفاريت المقربين من إبليس و‌يهوه في المحكمة الإلهية ومسؤول عن إلحاق الضرر بهؤلاء الذين لا يلتزمون بتعاليم كشروت وهو أحد العفاريت التي ساعدت سليمان على بناء الهيكل. القرآن لم يذكره ولكنه ذكر عن تحكم سليمان بالجن والعفاريت وأعمال البناء التي كانوا يقومون بها لأجله. وحسب التراث اليهودي، فإن الهيكل بُني في أورشليم في أرض يقال لها «بيدر» اشتراها داود لتكون مقر تابوت العهد وهو المكان الذي ترائ لموسى في «البرية» ولم يبني داود الهيكل وانصاع لرغبة إله إسرائيل بأن يتم بناء الهيكل في عهد إبنه سليمان. ولمدة ثلاثة عشر سنة، بنى سليمان عدداً كبيراً من المعابد حسب الوارد في الأسفار، منها بنائه لميناء في إدوم وبناء ثكنة عسكرية في تدمر كذلك.

### وفاته وانقسام مملكته
توفي سليمان بعد أربعين سنة من الحكم المطلق ثلاثة وثلاثون منها كان على إسرائيل ويهوذا وسبعة على الخليل ومات ميتة طبيعية وخلفه إبنه رحبعام. تروي التوراة أن من أسباب انقسام المملكة هو تعلق سليمان بنساء من الأغيار مثل ابنة الفرعون المصري التي أغوت قلبه بإتباع آلهة مصر القديمة وبنى سليمان عدد من المعابد لتقديس هذه الآلهة بل كانت أكثر زوجاته الثلاثمائة تأثيراً وهناك شبه إجماع بين التوراتيين أنها المرأة المعنية في سفر نشيد الأنشاد. والزواج من الأغيار ممنوع حسب النصوص الدينية اليهودية فأثرت أؤلئك النسوة على توجهات سليمان وإيمانه فورد في سفر الملوك أن تعلقه بإله إسرائيل لم يكن كتعلق والده داود وأن قلبه مال لإلهة الصيدونيين (الفينقيين) عشتروت مما أثار غضب يهوه ووعد بتمزيق مملكته تمزيقاً في عهد إبنه رحبعام، والسبب في تأجيل العقوبة هو احترام يهوه لداود.
| سليمان                     | وَأَحَبَّ الْمَلِكُ سُلَيْمَانُ نِسَاءً غَرِيبَةً كَثِيرَةً مَعَ بِنْتِ فِرْعَوْنَ: مُوآبِيَّاتٍ وَعَمُّونِيَّاتٍ وَأَدُومِيَّاتٍ وَصِيدُونِيَّاتٍ وَحِثِّيَّاتٍ مِنَ الأُمَمِ الَّذِينَ قَالَ عَنْهُمُ الرَّبُّ لِبَنِي إِسْرَائِيلَ: «لاَ تَدْخُلُونَ إِلَيْهِمْ وَهُمْ لاَ يَدْخُلُونَ إِلَيْكُمْ، لأَنَّهُمْ يُمِيلُونَ قُلُوبَكُمْ وَرَاءَ آلِهَتِهِمْ». فَالْتَصَقَ سُلَيْمَانُ بِهؤُلاَءِ بِالْمَحَبَّةِ. وَكَانَتْ لَهُ سَبْعُ مِئَةٍ مِنَ النِّسَاءِ السَّيِّدَاتِ، وَثَلاَثُ مِئَةٍ مِنَ السَّرَارِيِّ، فَأَمَالَتْ نِسَاؤُهُ قَلْبَهُ. وَكَانَ فِي زَمَانِ شَيْخُوخَةِ سُلَيْمَانَ أَنَّ نِسَاءَهُ أَمَلْنَ قَلْبَهُ وَرَاءَ آلِهَةٍ أُخْرَى، وَلَمْ يَكُنْ قَلْبُهُ كَامِلًا مَعَ الرَّبِّ إِلهِهِ كَقَلْبِ دَاوُدَ أَبِيهِ. فَذَهَبَ سُلَيْمَانُ وَرَاءَ عَشْتُورَثَ إِلهَةِ الصِّيدُونِيِّينَ، وَمَلْكُومَ رِجْسِ الْعَمُّونِيِّينَ. وَعَمِلَ سُلَيْمَانُ الشَّرَّ فِي عَيْنَيِ الرَّبِّ، وَلَمْ يَتْبَعِ الرَّبَّ تَمَامًا كَدَاوُدَ أَبِيهِ. حِينَئِذٍ بَنَى سُلَيْمَانُ مُرْتَفَعَةً لِكَمُوشَ رِجْسِ الْمُوآبِيِّينَ عَلَى الْجَبَلِ الَّذِي تُجَاهَ أُورُشَلِيمَ، وَلِمُولَكَ رِجْسِ بَنِي عَمُّونَ. وَهكَذَا فَعَلَ لِجَمِيعِ نِسَائِهِ الْغَرِيبَاتِ اللَّوَاتِي كُنَّ يُوقِدْنَ وَيَذْبَحْنَ لآلِهَتِهِنَّ. فَغَضِبَ الرَّبُّ عَلَى سُلَيْمَانَ لأَنَّ قَلْبَهُ مَالَ عَنِ الرَّبِّ إِلهِ إِسْرَائِيلَ الَّذِي تَرَاءَى لَهُ مَرَّتَيْنِ، وَأَوْصَاهُ فِي هذَا الأَمْرِ أَنْ لاَ يَتَّبعَ آلِهَةً أُخْرَى، فَلَمْ يَحْفَظْ مَا أَوْصَى بِهِ الرَّبُّ. فَقَالَ الرَّبُّ لِسُلَيْمَانَ: «مِنْ أَجْلِ أَنَّ ذلِكَ عِنْدَكَ، وَلَمْ تَحْفَظْ عَهْدِي وَفَرَائِضِيَ الَّتِي أَوْصَيْتُكَ بِهَا، فَإِنِّي أُمَزِّقُ الْمَمْلَكَةَ عَنْكَ تَمْزِيقًا وَأُعْطِيهَا لِعَبْدِكَ. إِلاَّ إِنِّي لاَ أَفْعَلُ ذلِكَ فِي أَيَّامِكَ، مِنْ أَجْلِ دَاوُدَ أَبِيكَ، بَلْ مِنْ يَدِ ابْنِكَ أُمَزِّقُهَا. عَلَى أَنِّي لاَ أُمَزِّقُ مِنْكَ الْمَمْلَكَةَ كُلَّهَا، بَلْ أُعْطِي سِبْطًا وَاحِدًا لابْنِكَ، لأَجْلِ دَاوُدَ عَبْدِي، وَلأَجْلِ أُورُشَلِيمَ الَّتِي اخْتَرْتُهَا». | سليمان |
| — سفر الملوك الأول 1:11-13 | |        |

## في الدين الإسلامي

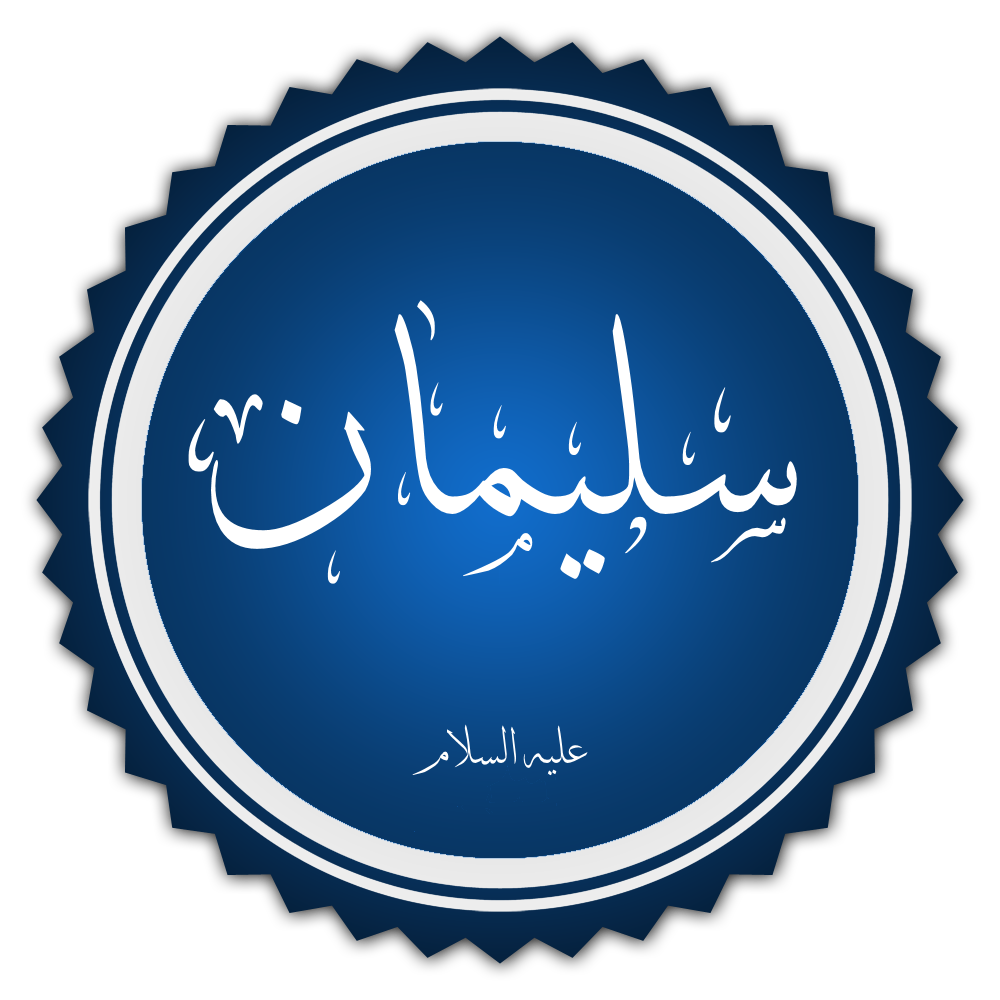
تخطيط اسم سليمان

وهو سليمان بن داود بن أيشا بن عوبيد بن عابر بن سلمون بن نخشون بن عميناداب بن إرم بن حصرون بن فارص بن يهوذا بن يعقوب بن إسحاق بن إبراهيم الربيع، نبي الله ابن نبي الله.
جاء في بعض الآثار أنه دخل دمشق. قال ابن ماكولا: فارص بالصاد المهملة، وذكر نسبه قريباً مما ذكره ابن عساكر.
سليمان هو أحد أنبياء الله في الإسلام وقد ذكر ملكه القرآن ونسب إليه جيشا من الوحش والطير والجن والبشر وصفات أخرى مثل قدرته على فهم منطق جميع الكائنات بما فيها النمل
وقد قال الحافظ أبو بكر البيهقي: أنبأنا أبو عبد الله الحافظ، أنبأنا علي بن حمشاد حدثنا إسماعيل بن قتيبة، حدثنا علي بن قدامة، حدثنا أبو جعفرالإستوائي (الاستوائي نسبة إلى اتسوا وهي كورة بنواحي نيسابور ذكره صاحب معجم البلدان وفيه: محمد بن بسطام بن الحسن الاستوائي وقد ولي قضاء نيسابور ودام له القضاء ولأولاده.) يعني محمد بن عبد الرحمن عن أبي يعقوب القمي (وهو أبو الحسن يعقوب بن عبد الله بن سعد بن مالك الأشعري القمي)، حدثني أبو مالك قال: مر سليمان بن داود بعصفور يدور حول عصفورة فقال لأصحابه: أتدرون ما يقول؟ قالوا: وما يقول يا نبي الله؟ قال: يخطبها إلى نفسه، ويقول زوجيني أسكنك أي غرف دمشق شئت. قال سليمان عليه السلام: لأن غرف دمشق مبنية بالصخر لا يقدر أن يسكنها أحد ولكن كل خاطب كذاب وكذلك ما عداها من الحيوانات وسائر صنوف المخلوقات والدليل على هذا قوله بعد هذا من الآيات: (وأوتينا من كل شيء) أي من كل ما يحتاج الملك إليه من العدد والآلات والجنود والجيوش والجماعات من الجن والإنس والطيور والوحوش والشياطين السارحات والعلوم والفهوم والتعبير عن ضمائر المخلوقات من الناطقات والصامتات ثم قال: (إن هذا لهو الفضل المبين) أي من بارئ البريات وخالق الأرض والسموات كما قال تعالى: ﴿وَحُشِرَ لِسُلَيْمَانَ جُنُودُهُ مِنَ الْجِنِّ وَالْإِنْسِ وَالطَّيْرِ فَهُمْ يُوزَعُونَ ۝١٧ حَتَّى إِذَا أَتَوْا عَلَى وَادِ النَّمْلِ قَالَتْ نَمْلَةٌ يَا أَيُّهَا النَّمْلُ ادْخُلُوا مَسَاكِنَكُمْ لَا يَحْطِمَنَّكُمْ سُلَيْمَانُ وَجُنُودُهُ وَهُمْ لَا يَشْعُرُونَ ۝١٨ فَتَبَسَّمَ ضَاحِكًا مِنْ قَوْلِهَا وَقَالَ رَبِّ أَوْزِعْنِي أَنْ أَشْكُرَ نِعْمَتَكَ الَّتِي أَنْعَمْتَ عَلَيَّ وَعَلَى وَالِدَيَّ وَأَنْ أَعْمَلَ صَالِحًا تَرْضَاهُ وَأَدْخِلْنِي بِرَحْمَتِكَ فِي عِبَادِكَ الصَّالِحِينَ ۝١٩﴾ سورة النمل، الآيات 17-19.

### قصة سليمان والنملة
يذكر القرآن حادثة لسليمان مع نملة، حيث أنه ركب يوما في جيشه جميعه من الجن والإنس والطير، فالجن والإنس يسيرون معه، والطير سائرة معه تظله بأجنحتها من الحر وغيره، وعلى كل من هذه الجيوش الثلاثة وزعة -أي نقباء- يردون أوله على آخره، فلا يتقدم أحد عن موضعه الذي يسير فيه ولا يتأخر عنه كذلك: ﴿حَتَّى إِذَا أَتَوْا عَلَى وَادِ النَّمْلِ قَالَتْ نَمْلَةٌ يَا أَيُّهَا النَّمْلُ ادْخُلُوا مَسَاكِنَكُمْ لَا يَحْطِمَنَّكُمْ سُلَيْمَانُ وَجُنُودُهُ وَهُمْ لَا يَشْعُرُونَ ۝١٨﴾ سورة النمل، الآية 18 فأمرت وحذرت واعتذرت عن سليمان وجنوده بعدم الشعور.
ولعل الله تعالى أراد أن يعلم سليمان عليه السلام أن لله ممالك عظيمة وإن كانت صغيرة الحجم لا يهتم بتحطيمها من يمر عليها فأراد سبحانه أن لا يكون في نفس سليمان في ملكه الواسع العريض شيء من الافتخار والعجب.
وبحسب القرآن فقد فهم سليمان ما خاطبت به تلك النملة فالنملة لها سلطان ودولة وجنود وهي تقوم بحراستهم وإبعادهم عن الشر ومواقع الخطر، فتبسم من ذلك على وجه الرضا والفرح بقول النملة وعرف أن الله يختبره، ففزع يدعو الله أن يوفقه لشكره بما أنعم عليه وعلى والديه، وأن يعمل عملا يرضي الله، وأن يدخله مع عباده الصالحين بأن ييسر له السير على منهجهم.
والمراد بوالديه في آية سورة النمل، داود وأمه وكانت من العابدات الصالحات كما قال سنيد بن داود، عن يوسف بن محمد بن المنكدر، عن أبيه عن جابر عن النبي محمد قال: «قالت أم سليمان بن داود: يا بني لا تكثر النوم بالليل فإن كثرة النوم بالليل تدع العبد فقيرا يوم القيامة».
وقال عبد الرزاق، عن معمر، عن الزهري، أن سليمان خرج هو وأصحابه يستسقون فرأى نملة قائمة رافعة إحدى قوائمها تستسقي فقال لأصحابه: ارجعوا فقد سقيتم إن هذه النملة استسقت فاستجيب لها. قال ابن عساكر: وقد روي مرفوعا ولم يذكر فيه سليمان ثم ساقه من طريق محمد بن عزيز، عن سلامة بن روح بن خالد، عن عقيل، عن ابن شهاب حدثني أبو سلمة، عن أبي هريرة أنه سمع الرسول محمد صلى الله عليه وسلم يقول: «خرَج نبيٌّ منَ الأنبياءِ يَستَسقي فإذا هو بنملةٍ رافعةٍ بعضَ قوائِمِها إلى السماءِ فقال ارجِعوا فقدِ استُجيبَ لكم مِن أجلِ شأنِ النملةِ»، وقال السدي: أصاب الناس قحط على عهد سليمان عليه السلام، فأمر الناس فخرجوا فإذا بنملة قائمة على رجليها باسطة يديها وهي تقول: «اللهم إنا خلق من خلقك ولا غناء بنا عن فضلك» قال فصب الله عليهم المطر.

### هدهد سليمان وملكة سبأ
يذكر القرآن الكريم: ﴿وَتَفَقَّدَ الطَّيْرَ فَقَالَ مَا لِيَ لَا أَرَى الْهُدْهُدَ أَمْ كَانَ مِنَ الْغَائِبِينَ ۝٢٠ لَأُعَذِّبَنَّهُ عَذَابًا شَدِيدًا أَوْ لَأَذْبَحَنَّهُ أَوْ لَيَأْتِيَنِّي بِسُلْطَانٍ مُبِينٍ ۝٢١ فَمَكَثَ غَيْرَ بَعِيدٍ فَقَالَ أَحَطتُ بِمَا لَمْ تُحِطْ بِهِ وَجِئْتُكَ مِنْ سَبَإٍ بِنَبَإٍ يَقِينٍ ۝٢٢ إِنِّي وَجَدْتُ امْرَأَةً تَمْلِكُهُمْ وَأُوتِيَتْ مِنْ كُلِّ شَيْءٍ وَلَهَا عَرْشٌ عَظِيمٌ ۝٢٣ وَجَدْتُهَا وَقَوْمَهَا يَسْجُدُونَ لِلشَّمْسِ مِنْ دُونِ اللَّهِ وَزَيَّنَ لَهُمُ الشَّيْطَانُ أَعْمَالَهُمْ فَصَدَّهُمْ عَنِ السَّبِيلِ فَهُمْ لَا يَهْتَدُونَ ۝٢٤ أَلَّا يَسْجُدُوا لِلَّهِ الَّذِي يُخْرِجُ الْخَبْءَ فِي السَّمَاوَاتِ وَالْأَرْضِ وَيَعْلَمُ مَا تُخْفُونَ وَمَا تُعْلِنُونَ ۝٢٥ اللَّهُ لَا إِلَهَ إِلَّا هُوَ رَبُّ الْعَرْشِ الْعَظِيمِ ۝٢٦ قَالَ سَنَنْظُرُ أَصَدَقْتَ أَمْ كُنْتَ مِنَ الْكَاذِبِينَ ۝٢٧ اذْهَبْ بِكِتَابِي هَذَا فَأَلْقِهْ إِلَيْهِمْ ثُمَّ تَوَلَّ عَنْهُمْ فَانْظُرْ مَاذَا يَرْجِعُونَ ۝٢٨ قَالَتْ يَا أَيُّهَا الْمَلَأُ إِنِّي أُلْقِيَ إِلَيَّ كِتَابٌ كَرِيمٌ ۝٢٩﴾﴿إِنَّهُ مِنْ سُلَيْمَانَ وَإِنَّهُ بِسْمِ اللَّهِ الرَّحْمَنِ الرَّحِيمِ ۝٣٠ أَلَّا تَعْلُوا عَلَيَّ وَأْتُونِي مُسْلِمِينَ ۝٣١ قَالَتْ يَا أَيُّهَا الْمَلَأُ أَفْتُونِي فِي أَمْرِي مَا كُنْتُ قَاطِعَةً أَمْرًا حَتَّى تَشْهَدُونِ ۝٣٢ قَالُوا نَحْنُ أُولُو قُوَّةٍ وَأُولُو بَأْسٍ شَدِيدٍ وَالْأَمْرُ إِلَيْكِ فَانْظُرِي مَاذَا تَأْمُرِينَ ۝٣٣ قَالَتْ إِنَّ الْمُلُوكَ إِذَا دَخَلُوا قَرْيَةً أَفْسَدُوهَا وَجَعَلُوا أَعِزَّةَ أَهْلِهَا أَذِلَّةً وَكَذَلِكَ يَفْعَلُونَ ۝٣٤ وَإِنِّي مُرْسِلَةٌ إِلَيْهِمْ بِهَدِيَّةٍ فَنَاظِرَةٌ بِمَ يَرْجِعُ الْمُرْسَلُونَ ۝٣٥ فَلَمَّا جَاءَ سُلَيْمَانَ قَالَ أَتُمِدُّونَنِي بِمَالٍ فَمَا آتَانِيَ اللَّهُ خَيْرٌ مِمَّا آتَاكُمْ بَلْ أَنْتُمْ بِهَدِيَّتِكُمْ تَفْرَحُونَ ۝٣٦ ارْجِعْ إِلَيْهِمْ فَلَنَأْتِيَنَّهُمْ بِجُنُودٍ لَا قِبَلَ لَهُمْ بِهَا وَلَنُخْرِجَنَّهُمْ مِنْهَا أَذِلَّةً وَهُمْ صَاغِرُونَ ۝٣٧﴾ (سورة النمل، الآيات 20 - 37).
يذكر القرآن ما كان من أمر سليمان والهدهد وذلك أن الطيور كان على كل صنف منها مقدمون يقومون بما يطلب منهم، ويحضرون عنده بالنوبة كما هي عادة الجنود مع الملوك.
وكانت وظيفة الهدهد على ما ذكره ابن عباس وغيره أنهم كانوا إذا أعوزوا الماء في القفار في حال الأسفار يجيء فينظر لهم هل بهذه البقاع من ماء وفيه من القوة التي أودعها الله فيه أن ينظر إلى الماء تحت تخوم الأرض فإذا دلهم عليه حفروا عنه واستنبطوه وأخرجوه واستعملوه لحاجتهم.
فلما تطلبه سليمان ذات يوم فقده ولم يجده في موضعه من محل خدمته (فقال مالي لا أرى الهدهد أم كان من الغائبين) أي ماله مفقود من ههنا أو قد غاب عن بصري فلا أراه بحضرتي (لأعذبنه عذابا شديدا) توعده بنوع من العذاب. اختلف المفسرون فيه والمقصود حاصل على كل تقدير (أو لأذبحنه أو ليأتيني بسلطان مبين) أي بحجة تنجيه من هذه الورطة. كما ذكر بالقرآن: (فمكث غير بعيد) أي فغاب الهدهد غيبة ليست بطويلة ثم قدم منها: (فقال) لسليمان: (احطت بما لم تحط به) أي اطلعت على ما لم تطلع عليه (وجئتك من سبأ بنبأ يقين) أي بخبر صادق (إني وجدت امرأة تملكهم وأوتيت من كل شيء ولها عرش عظيم) يذكر ما كان عليه ملوك سبأ في بلاد اليمن من المملكة العظيمة والتبابعة المتوجين، وكان الملك قد آل في ذلك الزمان إلى امرأة منهم ابنة ملكهم لم يخلف غيرها فملكوها عليهم. وذكر الثعلبي وغيره أن قومها ملكوا عليهم بعد أبيها رجلا فعم به الفساد، فأرسلت إليه تخطبه فتزوجها فلما دخلت عليه سقته خمرا ثم حزت رأسه ونصبته على بابها،
وقوله تعالى: (وأوتيت من كل شيء) أي مما من شأنه أن تؤتاه الملوك (ولها عرش عظيم) يعني سرير مملكتها كان مزخرفا بأنواع الجواهر واللآلئ والذهب والحلى الباهر.
فذكر غير واحد من المفسرين وغيرهم أن الهدهد حمل الكتاب وجاء إلى قصرها فألقاه إليها وهي في خلوة لها ثم وقف ناحية ينتظر ما يكون من جوابها عن كتابها، فجمعت أمراءها ووزراءها وأكابر دولتها إلى مشورتها (قالت يا أيها الملأ إني القي إلي كتاب كريم) ثم قرأت عليهم عنوانه أولا (إنه من سليمان) ثم قرأته: (وإنه بسم الله الرحمن الرحيم ألا تعلوا علي واتوني مسلمين) ثم شاورتهم في أمرها وما قد حل بها وتأدبت معهم، وخاطبتهم، وهم يسمعون ﴿قَالَتْ يَا أَيُّهَا الْمَلَأُ أَفْتُونِي فِي أَمْرِي مَا كُنْتُ قَاطِعَةً أَمْرًا حَتَّى تَشْهَدُونِ ۝٣٢﴾ (سورة النمل، الآية 32) تعني ما كنت لأقضي أمرا إلا وأنتم حاضرون (قالوا نحن أولوا قوة وأولوا بأس شديد) يعنون لنا قوة وقدرة على الجلاد والقتال ومقاومة الأبطال فإن أردت منا ذلك فإنا عليه من القادرين ومع هذا ﴿قَالُوا نَحْنُ أُولُو قُوَّةٍ وَأُولُو بَأْسٍ شَدِيدٍ وَالْأَمْرُ إِلَيْكِ فَانْظُرِي مَاذَا تَأْمُرِينَ ۝٣٣﴾ (سورة النمل، الآية 33) فبذلوا لها السمع والطاعة وأخبروها بما عندهم من الاستطاعة، وفوضوا إليها في ذلك الامر، لترى فيه ما هو الأرشد لها ولهم، فكان رأيها أتم وأسد من رأيهم، وعلمت أن صاحب هذا الكتاب لا يغالب ولا يمانع ولا يخالف ولا يخادع ﴿قَالَتْ إِنَّ الْمُلُوكَ إِذَا دَخَلُوا قَرْيَةً أَفْسَدُوهَا وَجَعَلُوا أَعِزَّةَ أَهْلِهَا أَذِلَّةً وَكَذَلِكَ يَفْعَلُونَ ۝٣٤﴾ (سورة النمل، الآية 34) تقول برأيها السديد إن هذا الملك لو قد غلب على هذه المملكة لم يخلص الأمر من بينكم إلا إلي ولم تكن الحدة والشدة والسطوة البليغة إلا علي ﴿وَإِنِّي مُرْسِلَةٌ إِلَيْهِمْ بِهَدِيَّةٍ فَنَاظِرَةٌ بِمَ يَرْجِعُ الْمُرْسَلُونَ ۝٣٥﴾ (سورة النمل، الآية 35) أرادت أن تصانع عن نفسها، وأهل مملكتها بهدية ترسلها، وتحف تبعثها ولم تعلم أن سليمان عليه السلام لا يقبل منهم، والحالة هذه صرفا ولا عدلا لأنهم كافرون وهو وجنوده عليهم قادرون ولهذا ﴿فَلَمَّا جَاءَ سُلَيْمَانَ قَالَ أَتُمِدُّونَنِي بِمَالٍ فَمَا آتَانِيَ اللَّهُ خَيْرٌ مِمَّا آتَاكُمْ بَلْ أَنْتُمْ بِهَدِيَّتِكُمْ تَفْرَحُونَ ۝٣٦﴾ (سورة النمل، الآية 36) هذا وقد كانت تلك الهدايا مشتملة على أمور عظيمة، كما ذكره المفسرون فعن ابن عباس: «بعثت باثنتي عشرة وصيفة، واثني عشر غلاما، وعلى يد الوصائف أطباق مسك وعنبر، وباثنتي عشرة نجيبة تحمل لبن الذهب، وبعصا كان يتوارثها ملوك حمير; وبخرزتين إحداهما مثقوبة ثقبا معوجا والأخرى غير مثقوبة. وبقدح من ذهب».
ثم قال لرسولها إليه ووافدها (قيل بعثت الهدية مع رجل من أشراف قومها يقال له المنذر بن عمرو) الذي قدم عليه والناس حاضرون يسمعون ﴿ارْجِعْ إِلَيْهِمْ فَلَنَأْتِيَنَّهُمْ بِجُنُودٍ لَا قِبَلَ لَهُمْ بِهَا وَلَنُخْرِجَنَّهُمْ مِنْهَا أَذِلَّةً وَهُمْ صَاغِرُونَ ۝٣٧﴾ (سورة النمل، الآية 37) يقول ارجع بهديتك التي قدمت بها إلي، فإن عندي مما قد أنعم الله علي وأسداه إلي من الأموال والتحف والرجال، ما هو أضعاف هذا وخير من هذا الذي أنتم تفرحون به وتفخرون على أبناء جنسكم بسببه (فلنأتينهم بجنود لا قبل لهم بها) [ سورة النمل: 37 ] أي فلأبعثن إليهم بجنود لا يستطيعون دفاعهم ولا نزالهم ولا ممانعتهم ولا قتالهم ولأخرجنهم من بلدهم وحوزتهم ومعاملتهم ودولتهم أذلة (وهم صاغرون) عليهم الصغار والعار والدمار.
فلما بلغهم ذلك عن نبي الله لم يكن لهم بد من السمع والطاعة، فبادروا إلى إجابته في تلك الساعة، وأقبلوا صحبة الملكة أجمعين سامعين مطيعين خاضعين. فلما سمع بقدومهم عليه، ووفودهم إليه، قال لمن بين يديه ممن هو مسخر له من الجان ما قصه الله عنه في القرآن: ﴿قَالَ يَا أَيُّهَا الْمَلَأُ أَيُّكُمْ يَأْتِينِي بِعَرْشِهَا قَبْلَ أَنْ يَأْتُونِي مُسْلِمِينَ ۝٣٨ قَالَ عِفْرِيتٌ مِنَ الْجِنِّ أَنَا آتِيكَ بِهِ قَبْلَ أَنْ تَقُومَ مِنْ مَقَامِكَ وَإِنِّي عَلَيْهِ لَقَوِيٌّ أَمِينٌ ۝٣٩ قَالَ الَّذِي عِنْدَهُ عِلْمٌ مِنَ الْكِتَابِ أَنَا آتِيكَ بِهِ قَبْلَ أَنْ يَرْتَدَّ إِلَيْكَ طَرْفُكَ فَلَمَّا رَآهُ مُسْتَقِرًّا عِنْدَهُ قَالَ هَذَا مِنْ فَضْلِ رَبِّي لِيَبْلُوَنِي أَأَشْكُرُ أَمْ أَكْفُرُ وَمَنْ شَكَرَ فَإِنَّمَا يَشْكُرُ لِنَفْسِهِ وَمَنْ كَفَرَ فَإِنَّ رَبِّي غَنِيٌّ كَرِيمٌ ۝٤٠ قَالَ نَكِّرُوا لَهَا عَرْشَهَا نَنْظُرْ أَتَهْتَدِي أَمْ تَكُونُ مِنَ الَّذِينَ لَا يَهْتَدُونَ ۝٤١ فَلَمَّا جَاءَتْ قِيلَ أَهَكَذَا عَرْشُكِ قَالَتْ كَأَنَّهُ هُوَ وَأُوتِينَا الْعِلْمَ مِنْ قَبْلِهَا وَكُنَّا مُسْلِمِينَ ۝٤٢ وَصَدَّهَا مَا كَانَتْ تَعْبُدُ مِنْ دُونِ اللَّهِ إِنَّهَا كَانَتْ مِنْ قَوْمٍ كَافِرِينَ ۝٤٣﴾ (سورة النمل، الآيات 38 - 43) لما طلب سليمان من الجان أن يحضروا له عرش بلقيس، وهو سرير مملكتها التي تجلس عليه وقت حكمها، قبل قدومها عليه (قال عفريت من الجن أنا آتيك به قبل أن تقوم من مقامك) يعني قبل أن ينقضي مجلس حكمك وكان فيما يقال من أول النهار إلى قريب الزوال يتصدى لمهمات بني إسرائيل وما لهم من الأشغال (وإني عليه لقوي أمين) أي وإني لذو قدرة على إحضاره إليك وأمانة على ما فيه من الجواهر النفيسة لديك (قال الذي عنده علم من الكتاب) المشهور أنه آصف بن برخيا وهو ابن خالة سليمان. وقيل هو رجل من مؤمني الجان كان فيما يقال يحفظ الاسم الأعظم. وقيل رجل من بني إسرائيل من علمائهم. وقيل كذلك أنه جبريل (أنا آتيك به قبل أن يرتد إليك طرفك) قيل معناه قبل أن تبعث رسولا إلى أقصى ما ينتهي إليه طرفك من الأرض ثم يعود إليك. وقيل قبل أن يصل إليك أبعد من تراه من الناس وقيل قبل أن يكل طرفك إذا أدمت النظر به قبل أن تطبق جفنك. وقيل قبل أن يرجع إليك طرفك إذا نظرت به إلى أبعد غاية منك ثم أغمضته وهذا أقرب ما قيل. (فلما رآه مستقرا عنده) أي فلما رأى عرش بلقيس مستقرا عنده في هذه المدة القريبة من بلاد اليمن إلى بيت المقدس في طرفة عين (قال هذا من فضل ربي ليبلوني أأشكر أم أكفر) أي هذا من فضل الله علي وفضله على عبيده ليختبرهم على الشكر أو خلافه (ومن شكر فإنما يشكر لنفسه) أي إنما يعود نفع ذلك عليه (ومن كفر فإن ربي غني كريم) أي غني عن شكر الشاكرين ولا يتضرر بكفر الكافرين. ثم أمر سليمان عليه السلام أن يغير حلى هذا العرش وينكر لها ليختبر فهمها وعقلها ولهذا قال: (ننظر أتهتدي أم تكون من الذين لا يهتدون فلما جاءت قيل أهكذا عرشك قالت كأنه هو) وهذا من فطنتها وغزارة فهمها لأنها استبعدت أن يكون عرشها لأنها خلفته وراءها بأرض اليمن ولم تكن تعلم أن أحدا يقدر على هذا الصنع العجيب الغريب.

## الأبحاث الآثارية والحفريات
مصر التي كانت تمر بفترة انتقالية سماها علماء المصريات بالفترة الانتقالية الثالثة خلال حكم الأسرة المصرية السادسة والعشرين، وردت عنها آثار عن علاقات بالآشوريين في هذه الفترة وتحالفات بين عدد من الممالك مع مصر ضدهم ولا إشارة لسليمان وإسرائيل على الإطلاق، ويعتقد عدد من الناقدين أن قصة ملكة سبأ قد تكون تلفيقا من كتبة التوراة لإيجاد شاهد أجنبي على ثروة سليمان وحكمته. ولكن يستدل آخرون، أنه في حين كانت مملكة إسرائيل محاطة بحضارات وممالك قوية ولم تغزها فذلك إنما يدل على قوة جند سليمان آنذاك.

## روابط خارجية
- سليمان على موقع الموسوعة البريطانية (الإنجليزية)
- سليمان على موقع ميوزك برينز (الإنجليزية)